# 이야크어
이야크어는 남중부 알래스카주 지역의 코퍼 강 연안에서 역사적으로 쓰이다가 소멸된 나데네어족의 언어이다. 코르도바의 마리 스미스 존스(1918년 5월 14일 - 2008년 1월 21일)는 순수 혈통 이야크족이자 이 언어의 마지막 원어민이었다.
영어의 확산과 원주민 언어 억압이 이야크어 쇠퇴의 유일한 이유는 아니다. 접촉이전 시기에도 야쿠타트 주변에 흩어져 살던 틀링깃족의 북쪽 이동이 알래스카 태평양 연안에 걸쳐 쓰이던 이야크어보다 틀링깃어의 사용을 촉진하였다.
이야크어는 코퍼 강 주변 사람들의 압박뿐 아니라, 프린스윌리엄사운드 지역의 알루티크족, 서쪽지역의 이웃들로부터도 압박을 받았다. 이야크와 틀링깃의 문화는 걸프연안을 따라 서로 뒤섞이기 시작했고, 이야크어를 쓰던 많은 사람이 걸프 연안 틀링깃족으로 동화되었다. 그 지역의 틀링깃 언어사를 조사한 바에 따르면, 몇 세대 뒤에 뒤섞인 집단 가운데 대부분의 경우 이야크어는 사라지고 틀링깃어로 바뀌어 버렸다.
이야크어는 아다파스카어파와 더불어 이야크·아다파스카어파를 이루며, 이는 다시 틀링깃어와 함께 나데네어족을 이룬다. 걸프해안 지역의 많은 틀링깃 땅이름은 이야크어가 어원이다. 그 땅이름들은 애매모호하고 틀링깃어 지식으로는 잘 들어맞지 않으나, 구전은 이야크어원연구로 이어져왔다.
남동부 알래스카쪽 대부분 해안에 있는 이야크어가 흡수된 틀링깃어의 존재는 이야크가 선사시대에 살던 곳이 한때 유럽인과의 접촉시기보다 훨씬 더 넓었다는 커다란 증거이다. 이것이 그 지역을 거쳐 이동해간 틀링깃어와 이야크어의 언어사를 뒷받침한다.

## 단어 예시
다음은 이야크어 단어의 예이다.
- xǝwa 개
- kuutschi  늑대
- tsʼiyu  흑곰
- kʼudǝʔuhdg 달걀, 계란
- qʼāš 다리
- ɬilāʔ 사람
- qāt 섬
- tʼuʔčʼ 검은
- khatl 녹색의, 녹색
- tɬãt  파란, 파란색의
- tsʼaagɬ 바구니
- tsĩ:dz 꿈
- tzatlkh 흙, 토양, 땅
- tlehatl 내일
- tleki 하나, 일(1)

## 같이 보기
- 이야크족

## 참고 문헌
- Krauss, Michael E., ed. 1982. In Honor of Eyak: The Art of Anna Nelson Harry. Fairbanks: Alaska Native Language Center. ISBN 0-933769-03-2
- Krauss, Michael E., and Jeff Leer. Athabaskan, Eyak, and Tlingit Sonorants. Alaska Native Language Center Research Papers No. 5. Alaska Native Language Center, University of Alaska, P.O. Box 757680, Fairbanks, AK 99775-7680, 1981. ISBN 0-933769-35-0
- New Yorker, June 6, 2005: "Last Words, A Language Dies" by Elizabeth Kolbert